# Pickfordiateuthis
Il genere Pickfordiateuthis G. L. Voss, 1953 comprende piccoli calamari appartenenti alla famiglia Loliginidae, noti comunemente come «calamari dell'erba». Questi cefalopodi sono caratterizzati da dimensioni estremamente ridotte, con una lunghezza massima del mantello che non supera i 22 mm. Il loro habitat tipico include acque neritiche associate a barriere coralline e praterie di fanerogame marine.
Il genere è stato descritto per la prima volta nel 1953 dal biologo Gilbert L. Voss, che ha identificato la specie tipo Pickfordiateuthis pulchella nelle Florida Keys. Successivamente, nel 1996, Thomas F. Brakoniecki ha revisionato il genere, descrivendo una nuova specie, Pickfordiateuthis vossi, e identificando una terza specie non ancora denominata, indicata come Pickfordiateuthis sp. A. Nel 2001, Clyde F. E. Roper e Michael Vecchione hanno aggiunto una quarta specie, Pickfordiateuthis bayeri, scoperta nell'Oceano Atlantico occidentale mediante l'uso di un sommergibile.
Le specie del genere Pickfordiateuthis presentano adattamenti morfologici distintivi, tra cui tentacoli altamente modificati e un ectocotile di tipo I, considerato ancestrale tra i Loliginidae. Nonostante il loro habitat accessibile, questi calamari sono raramente catturati, e le informazioni sulla loro biologia rimangono limitate. Si ritiene che siano associati a praterie di fanerogame marine, il che potrebbe renderli vulnerabili agli effetti del riscaldamento globale e dell'acidificazione degli oceani sui loro habitat.
La distribuzione geografica delle specie di Pickfordiateuthis varia: P. pulchella è stata segnalata dalle Florida Keys fino a Panama, con estensioni del suo areale fino a Bonaire nelle Antille Olandesi. P. bayeri è stata identificata nel Mar dei Caraibi, mentre P. vossi è stata descritta nel Pacifico orientale tropicale.
Data la loro taglia minuta e la scarsa conoscenza della loro ecologia, le specie di Pickfordiateuthis non rivestono attualmente un interesse commerciale significativo. Tuttavia, la loro associazione con habitat sensibili sottolinea l'importanza di ulteriori studi per comprendere meglio la loro biologia e le potenziali minacce ambientali che potrebbero affrontare.

## Specie
Attualmente, il genere Pickfordiateuthis comprende tre specie riconosciute:
- Pickfordiateuthis bayeri Roper & Vecchione, 2001
- Pickfordiateuthis pulchella G. L. Voss, 1953
- Pickfordiateuthis vossi Brakoniecki, 1996